# Pleusymtes ochrjamkini
Pleusymtes ochrjamkini is een vlokreeftensoort uit de familie van de Pleustidae. De wetenschappelijke naam van de soort is voor het eerst geldig gepubliceerd in 1952 door Bulycheva.